# Solenopsis longiceps
Solenopsis longiceps é uma espécie de formiga do gênero Solenopsis, pertencente à subfamília Myrmicinae.